# Gmina Bečej
Gmina Bečej (serb. Opština Bečej / Општина Бечеј) – gmina w Serbii, w Wojwodinie, w okręgu południowobackim. W 2018 roku liczyła 35 266 mieszkańców.